# Histoire du Cadore
Le Cadore est une région historique et géographique italienne, située dans la province de Bellune, en Vénétie, et, pour une petite part (limitée à la municipalité de Sappada), dans la province d'Udine, dans le Frioul-Vénétie Julienne. Elle appartient entièrement à la zone montagneuse de l'est des Dolomites, limitrophes de l'Autriche au nord (Tyrol et Carinthie), du Trentin-Haut-Adige à l'ouest, de la Carnie et de la province de Pordenone à l'est.     

## Origines du nom
Le toponyme, comme l'affirme le linguiste Giovan Battista Pellegrini, est d'origine celtique et dérive de catu (« bataille ») combiné avec brigum (« forteresse »). C'était peut-être le nom de l'actuel Monte Ricco, où se trouvait un ancien castelliere (en). La première mention écrite du nom des Catubrini remonte à une épitaphe du IIe siècle trouvée à Bellune en 1888, dans lequel un cives Romanus, Marcus Carminius, apparaît comme « patron » dans le contexte de la tribu Claudia. Les saints patrons du Cadore, depuis des temps immémoriaux, sont Ermagora e Fortunato, puisque l'archidiaconé de Cadore (it) faisait autrefois partie du patriarcat d'Aquilée.            

## Antiquité
La découverte de l'Homme de Mondeval (it) (sépulture mésolithique datant d'il y a 8 000 ans) dans la localité homonyme, entre Selva di Cadore et San Vito di Cadore, témoigne de la présence humaine à la période préhistorique. Cependant, certains chercheurs pensent que la plus ancienne population sédentaire était composée de tribus proto-celtiques, d'origine indo-européenne, répandues dans le centre-ouest de l'Europe et caractérisées par la culture de Hallstatt. Cependant, les hypothèses sont controversées, et ces dernières années, celle selon laquelle les premiers habitants permanents étaient les Rhètes devient de plus en plus cohérente ; hypothèse déjà soutenue par Giuseppe Ciani et Antonio Ronzon (récemment une clé alpine-rhétienne a également été trouvée à Cima Gogna (it) di Auronzo).     
Certes, les Euganéens et plus tard les Vénètes se sont installés (au VI-Ve siècle avant J.-C) et ont apporté la civilisation du bronze et du fer, dont la présence est attestée par le dépôt votif exhumé à Lagole (commune de Calalzo di Cadore). Plus tard vint le peuple gaulois des Insubri Catubrini, un faciès de lignée celtique avec de nombreux contacts au-delà des Alpes et de nombreuses similitudes avec les Carni. Le Cadore était donc une zone très dynamique, qui jouait le rôle d'une frontière ouverte et où se confondaient différentes cultures. 
Il semble que, dès 184 av. J.-C. (selon certains à une date plus tardive, 115 av. J.-C.), le Cadore a été soumis aux Romains qui, plus tard, l'ont agrégé à la Regio X Venetia et Histria (capitale Aquilée), dans le municipe Julium Carnicum (Zuglio), avec l'octroi de la citoyenneté (gens Claudia) vers 15 av. J.-C. De cette période, il existe de nombreux témoignages constitués de pierres tombales, pierres, pièces de monnaie et médailles, tandis que la route, passant par la vallée de la Piave qui reliait le territoire à la plaine d'un côté et au Norique de l'autre, est de construction romaine. Une autre voie de communication reliait le Cadore à la Carnie et au Frioul. Aux IV-Ve siècles, le Cadore, y compris Ampezzo, a été presque entièrement christianisé par des missionnaires d'Aquilée.

## Moyen Âge
Après la chute de l'Empire romain en 476, les Hérules (476-493), puis progressivement les Ostrogoths (493-553), les Byzantins (553-568) et les Lombards (568-774) se succèdent. L'organisation du territoire à travers les Regole remonte à la période lombarde. Avec l'annexion du royaume lombard par les Francs (774-884), le Cadore est intégré à la structure du Saint-Empire romain germanique naissant, dépendant d'abord de la Marca del Friuli (it) puis du duché de Carinthie (884-1077). En 973, l'appartenance de certaines parties du Cadore aux domaines séculiers de l'évêque de Freising est attestée.     
En 1077, l'empereur Henri IV crée l'État patriarcal d'Aquilée, conférant au patriarche Sieghard von Aquileia des pouvoirs temporels sur un vaste territoire, dont le Cadore. Du point de vue spirituel, le Cadore avait toujours été, depuis les origines de sa christianisation, dans la juridiction spirituelle d'Aquilée (jusqu'en 717 avec le diocèse de Zuglio, suffragant d'Aquilée, puis directement le diocèse d'Aquilée). Toujours au XIe siècle, l'existence de l'archidiaconé du Cadore (it) est attestée, comme l'une des quatre divisions internes du diocèse d'Aquilée. Le patriarcat accorda plus tard le Cadore en vassalité aux Colfosco (branche du Collalto) et, en 1138 par héritage direct, aux Da Camino (it) (Guecello da Camino, fils de Gabriele et Matilde di Collalto hérita de la Curie du Cadore), jusqu'en 1335, l'année de l'extinction de la lignée mâle de cette famille d'origine lombarde.
Vers le XIIIe siècle, l'usage des statuts municipaux et des statuts ruraux seigneuriaux s'est consolidé et les communautés villageoises du Cadore (regole) se sont fédérées, donnant naissance à la Magnifique Communauté de Cadore, qui a obtenu les premiers statuts (it) du comte Biaquino da Camino (Statuto Caminese de 1235).     
Avec la mort de Rizzardo VI da Camino (it) (selon certains, à la suite des blessures subies au combat contre les troupes patriarcales) en 1335 sans héritiers mâles, le Cadore retourna aux patriarches, mais les Cadorini assumèrent le patronage de ses trois filles orphelines et avec cela aussi le pouvoir féodal. De 1337 à 1347, ils signèrent un pacte d'indépendance (l'autonomie administrative était garantie) avec Giovanni Enrico, duc de Carinthie et comte du Tyrol (it) et son frère Charles, roi de Bohême (le futur empereur Charles IV), et passèrent sous leur protection ; entre-temps (1338) la Magnifica Comunità avait promulgué les Statuti cadorini (it) et en 1341 les comtes du Tyrol, Louis de Brandebourg et Margherita Maultasch les prirent sous leur protectorat. Cadore revient en 1347 directement sous le Patriarcat (le patriarche Bertrand de Saint-Geniès, venu à Pieve en mai avec les troupes), qui reconnaît la validité des Statuts, des institutions du Cadore et du régime d'autonomie. 1347 est donc une année fondamentale pour le Cadore jusqu'en 1420, année où la république de Venise a mis fin au pouvoir temporel des patriarches.

## La Sérénissime

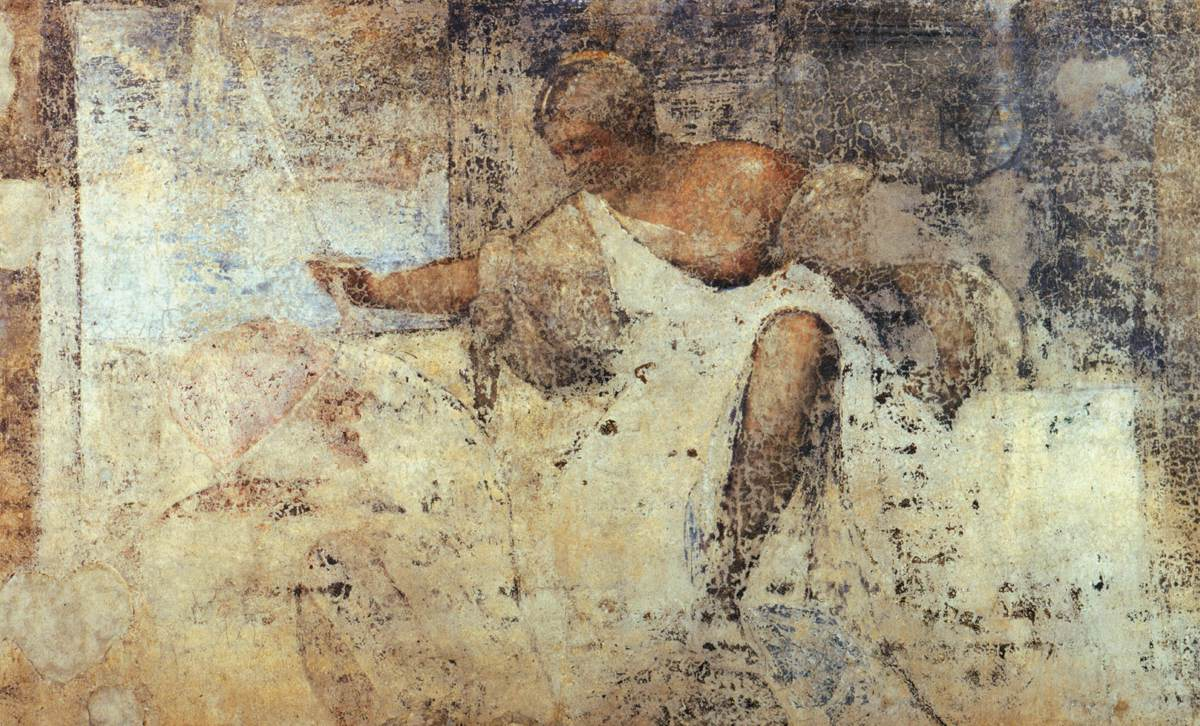
Justice ou Judith - Titien, allégorie de la Sérénissime.

Après la chute du pouvoir temporel des Patriarches à la suite de la guerre entre la république de Venise et le royaume de Hongrie , les Cadorini, après avoir demandé et obtenu la dissolution formelle du serment de fidélité au patriarcat d'Aquilée, votèrent en 1420 à l'unanimité leur dévouement à la Sérénissime ,. La Communauté Cadore était encadrée par le régimento, mais en échange elle obtenait une large autonomie administrative qu'elle gérait à travers les formes indigènes de gouvernement prévues par ses Statuts. Les Cadorini ne manquèrent pas de reconnaissance, faisant don à Venise, en 1462, du grand bois de Somadida, appelé plus tard « San Marco », dont la Sérénissime tira les pieux et le bois de marine pour ses navires.     
A cette époque le Cadore était divisé en dix centenari (Pieve, Auronzo, Comelico Superiore, Comelico Inferiore (it), Ampezzo, Oltrepiave, Domegge, Valle, Venas (it), San Vito). Le gouvernement de la Communauté résidait à Pieve di Cadore au Palazzo della Magnifica Comunità di Cadore où se réunissaient les membres élus par les 27 Regole, des communautés villageoises avec leurs propres statuts.      .      .     
En juin 1507, l'empereur Maximilien Ier de Habsbourg demanda à la république de Venise de passer sur ses terres pour se rendre à Rome pour y être couronné, accompagné de son armée. La République de Venise, craignant qu'il ne s'agisse d'un prétexte pour l'envahir, répondit après bien des hésitations qu'elle aurait consenti au transit en donnant des instructions pour les honneurs dus, mais que si elle avait voulu passer avec sa propre armée elle aurait résisté il. L'empereur, quant à lui, se prépara à la guerre en rassemblant des troupes à la frontière près de Brunico et dans le Val Pusteria . En janvier 1508, il déclara la guerre aux Vénitiens et, malgré la neige épaisse, occupa le Cadore avec plus de 7 000 soldats commandés par Sixt von Trautson. Ne pouvant entretenir une troupe aussi nombreuse, il en renvoya 2 500, avec le butin réquisitionné au Cadore. Aussitôt Venise, déjà en état d'alerte, ordonna au capitaine Bartolomeo d'Alviano de déplacer ses troupes stationnées dans la caserne Bassano pour attaquer les envahisseurs. En plein hiver avec quelques mètres de neige sur les cols, 2 500 soldats vénitiens montèrent à Feltre, Zoldo, Cibiana et Valle, se frayant un chemin en pelletant la neige à la main, et atteignirent la vallée du Rusecco derrière les envahisseurs sans méfiance. Le 2 mars 1508, au moyen d'un piège, les impériaux furent entraînés à découvert et tombèrent dans l'embuscade tendue par Alviano et furent exterminés.      .      .     
En 1509 les troupes impériales, revenues se venger, subirent une nouvelle défaite. D'autres raids allemands eurent lieu en 1511 avec la dévastation de quelques villages incendiés et la propagation de la peste. 
Lorenzago, par exemple, compta de nombreux décès dus à la peste. La guerre de la Ligue de Cambrai dura quelques années et, à la signature de la paix, l'empereur, qui avait conquis, entre octobre et décembre 1511, le château de Botestagno et celui de Pieve obtint Ampezzo, qui fut donc détaché du Cadore. tout en conservant les Statuts du Cadore également dans la sphère impériale. Depuis lors Ampezzo, avec l'autonomie accordée par Massimiliano, se gouverna, nommant un Conseil et les autres bureaux prévus par les Statuts du Cadore, qui sont restés substantiellement en vigueur même pour leur Communauté maintenant séparée du Cadore.
Depuis lors, Pescul, détaché de San Vito, devint la dixième centenari du Cadore. Cadore fit toujours partie de la république de Venise jusqu'à sa chute le 12 mai 1797 à la suite du traité de Campoformio.

## Âge moderne
Pendant près de trois siècles, suivit une période de calme relatif, toujours sous la protection de la république de Saint-Marc jusqu'en 1797, Napoléon mit fin à la Sérénissime et, après quelques années, céda le territoire à l'Autriche jusqu'au 18 mars 1805., l'année où les provinces vénitiennes furent réunies avec le royaume napoléonien d'Italie ; le département de la Piave fut créé, le Code Napoléon introduit, les Règole avec leur Laudi furent abolies et les Communes (conçues comme municipalités) établies. A la chute de Napoléon en 1814, le Cadore passa sous l'Autriche qui constitua le royaume Lombard-Vénétie et, après les événements du Risorgimento italien, sous le royaume de Savoie d'Italie de 1866 à la fin de la troisième guerre d'indépendance, pour lequel à Cadore se souvient du combat de Treponti (it)  près de Vigo, qui eut lieu le 14 août 1866. Après le référendum national du 2 juin 1946, elle fit partie de la République italienne et, avec la création des Régions en 1970, de la Vénétie.

## Risorgimento

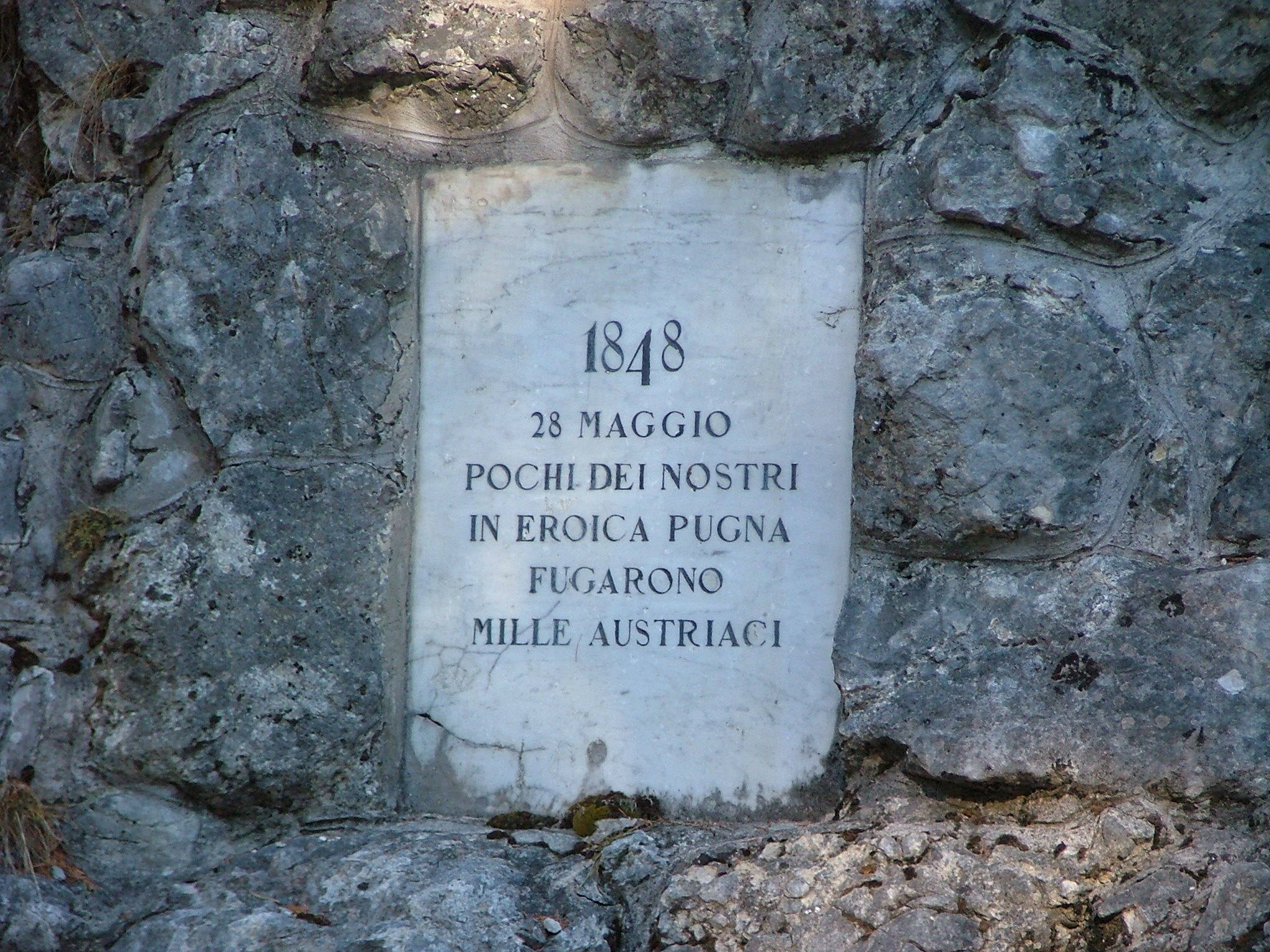
Plaque commémorative de la bataille de Rindemera, Vigo.

En 1848, le Cadore participa activement au Risorgimento . En Italie, l'esprit national avait mûri peu à peu, ce qui se concrétisa par la demande de statuts assurant la participation du peuple à la vie politique. Palerme se soulevant contre Ferdinand II, le 12 janvier 1848, l'obligea à lui accorder la constitution. Ensuite, même Léopold II (17 février), Carlo Alberto (4 mars) et Pie IX (14 mars) durent accorder un statut qui transforma les monarchies relatives d'absolues à représentatives. L'Autriche restait réfractaire car elle gouvernait directement la Lombardie-Vénétie et exerçait sa forte influence de grande puissance sur toute l'Italie. Le 17 mars, Venise se souleva et devient une République. Le 28 mars, la municipalité de Cadore adressa l'indirizzo suivant au gouvernement provisoire de la République de Venise : « Se il grido di Viva la Repubblica, Viva San Marco, fu come scossa elettrica per tutti gl'Italiani alla Veneta dominazione soggetti, qual'effetto immenso, indescrivibile, questo magico grido non doveva portare ai Cadorini petti? »    .      .     
Les Cadorini, se donnèrent volontairement à la République, honorés du titre de Fedelissimi. Évidemment, les dominations françaises d'abord puis autrichiennes, qui se succédèrent en 1797, l'année de la fin de la Sérénissime, n'avaient pas du tout été digérées. Les Cadorini, sous la direction militaire de Pier Fortunato Calvi (envoyé par Daniele Manin) qui organisait la garde civique et le corps franc, s'opposèrent avec une résistance tenace à l'Autriche lors de la première guerre d'indépendance, écrivant l'une des plus belles pages du Risorgimento. « La défense du Cadore fut une véritable guerre de montagne et fut la manifestation la plus éloquente de l'ingéniosité aiguë de Calvi et de sa sagesse militaire, peu commune à l'époque ». La commune de Pieve di Cadore reçut la médaille d'or de la vaillance militaire en 1898 « pour la résistance mémorable et tenace faite en 1848 par les populations cadores contre des envahisseurs écrasants et agressifs ». Quelques années plus tôt, en 1892, Giosuè Carducci avait dédié la célèbre ode Cadore au peintre Tiziano et au patriote Pier Fortunato Calvi.     

## Première Guerre mondiale
Pendant la Première Guerre mondiale (1915 - 1918) Cadore fut le théâtre de la guerre. Une guerre de position épuisante s'est déroulée sur le Tofane (le mémorial militaire de Pocol (it) rend hommage à 9 794 Italiens et 37 Austro-hongrois tombés) et sur le Monte Piana (où il est encore possible de voir les tranchées et les positions des deux armées, aujourd'hui récupérée comme témoignage) mais aussi tout le long de la ligne du front des Dolomites (Monte Cristallo, Forame, Rauchkofel, Tre Cime di Lavaredo, Région Popera (it) ), qui vit l'usage prédominant de l'Infanterie assistée des bataillons d'Alpini et Bersaglieri.     

L'actuel Museo nelle Nuvole, organisé par l'alpiniste Reinhold Messner et situé à plus de 2 000 mètres au milieu du fort de Monte Rite (it), fut l'un des forts de la ligne de défense Cadore-Maè : le royaume d'Italie était considéré comme étant le territoire d'un possible front « chaud » ; et cela put être perçu entre la fin du XIXe siècle et le début du XXe siècle lorsque, malgré la Triple Alliance avec l'Autriche et l'Allemagne, Messner finança la construction d'imposantes forteresses situées dans des positions qui auraient dû être stratégique. La guerre prouva l'inutilité d'une telle ligne de défense, car les forts furent abandonnés en hâte lors de la retraite de 1917, à la suite de la défaite de Caporetto. Le Cadore fut ainsi occupé militairement et reconquis dans les dernières phases de la guerre (30 octobre 1918 ). La ligne de chemin de fer qui atteint Calalzo, qui n'a pas été achevée par hasard en 1914, était également une importante infrastructure de service pour le front.     
 (juillet 2021).
Le contenu est difficilement compréhensible vu les erreurs de traduction, qui sont peut-être dues à l'utilisation d'un logiciel de traduction automatique.
De retour au Monte Piana, nous vous rappelons que les deux sommets (le sud appelé Monte Piana par les Italiens et le nord appelé Monte Piano par les Autrichiens), situés à environ 2 300 m d'altitude dans une position stratégique, sont séparés par un plateau et la fourche Castrati et compris entre deux groupes : les Tre Cime di Lavaredo à l'est, le groupe Cristallo - Piz Popena au sud-ouest. En mai 1915, au moment de la déclaration de guerre, les Autrichiens abandonnent ces sommets (et d'autres de la région) et se replient sur les points fortifiés du Val di Landro . Quelques jours plus tard, les troupes alpines occupaient le pic sud du Monte Piana . Dans la nuit du 7 juin 1915, les Autrichiens, après une intense préparation d'artillerie et des combats acharnés, s'installent sur le Sommet Nord.      .      .     
Le 15 juillet 1915, des fantassins et des troupes alpines attaquent les tranchées autrichiennes appuyées par l'artillerie mais, après les lourds bombardements de l'artillerie ennemie de Malga Specie et Monte Rudo et de la contre-attaque, ils se replient sur les positions de départ ; la conquête a disparu et la Cima Nord revient en Autriche. Après ces opérations, d'importants travaux de construction de grottes et de tunnels rocheux commencent, à l'abri des troupes : les lignes ne sont plus qu'à quelques dizaines de mètres et ce front devient un point clé. Les assauts, le carnage, le ruissellement de vies humaines se poursuivent pendant 27 mois, limités seulement par le froid et l'importante quantité de neige.      .      .     
Le 22 octobre 1917 à 5 heures du matin, les Autrichiens menèrent une puissante attaque pour détourner l'attention des commandements italiens de la prochaine attaque en force sur l' Isonzo . Le bombardement intense est suivi d'une attaque à la baïonnette ; à midi le commandement autrichien donne l'ordre de battre en retraite et l'attaque se termine sur les mêmes positions. Le 24 octobre 1917, les armées austro-hongroises battent la 2e armée italienne sur la route de Caporetto et passent l'Isonzo. Le 3 novembre 1917, à 17 heures, les troupes de la IV Armée (Armée des Dolomites) reçoivent l'ordre d'abandonner leurs positions pour se replier sur la nouvelle ligne qui fait du Monte Grappa le nouveau pivot central de la défense avec le Pasubio à l'ouest et le Piave à l'est, pour la dernière année de la guerre. Une période très dure commence (an de la fam) pour le reste de la population, soumise aux réquisitions de bétail, de fourrage et de produits de première nécessité.      .      .     
Le 30 octobre 1918, les troupes italiennes commencent à réoccuper le Cadore (Pieve est libéré le 4 novembre) à la suite de la retraite des Austro-Hongrois désormais démotivés et réduits à la famine. La libération de Pieve est assombrie par la triste fin de la guerre : les Autrichiens signent l'armistice dans la nuit du 1er au 2 novembre à Villa Giusti et, bien que le cessez-le-feu n'ait été conclu qu'à partir du 4 novembre, les Autrichiens leur donnent le ordre d'un cessez-le-feu immédiatement à partir du 2 novembre. C'est ainsi que de nombreux territoires furent libérés les 2, 3 et 4 novembre (dont Trente) : car les Austro-Hongrois ne combattaient plus (en effet : les Hongrois avaient déjà quitté le front depuis des jours).      .      .     

## Pendant la guerre de libération
Comme l'ensemble des monts Belluno, entre 1943 et 1945, le Cadore, territoire annexé au Grand Reich allemand (Zona d'operazioni delle Prealpi, en allemand : Alpenvorland), n'était pas étranger à la lutte partisane, avec d'importants épisodes de guérilla et de zones libérées, bien avant le 25 avril. Une brigade importante consistait en l'unité de partisans « Luigi Boscarin / Tino Ferdiani » (it)  ainsi que la brigade Garibaldi Calvi (Val Boite, Centro Cadore). Le Cadore, territoire annexé au Reich après le 8 septembre, était l'une des principales voies d'évacuation de la Wehrmacht en retraite de la péninsule. Néanmoins, déjà à la fin de 1944, de nombreuses régions se sont proclamées libérées sans aucune aide des alliés. Cadore reçoit une médaille d'or à la Résistance pour la grande contribution apportée.     

## Symboles
Les armoiries de toutes les communes du Cadore, Sappada agrégée en 1852 exclue, contiennent les armoiries du Cadore : le pin sylvestre (anciennement, jusqu'en 1800, un tilleul) représente la loyauté et la justice, les deux tours liées (le château de Botestagno (it) et celui de Pieve (it) ) l'unité du territoire. Selon d'autres sources, le tilleul, rare au Cadore (il vit jusqu'à 1 200 m d'altitude), était considéré comme un arbre sacré pour les anciens Vénitiens, et le Conseil des anciens du village se réunissait autour de lui .     

## Société

### Magnifica Comunità di Cadore

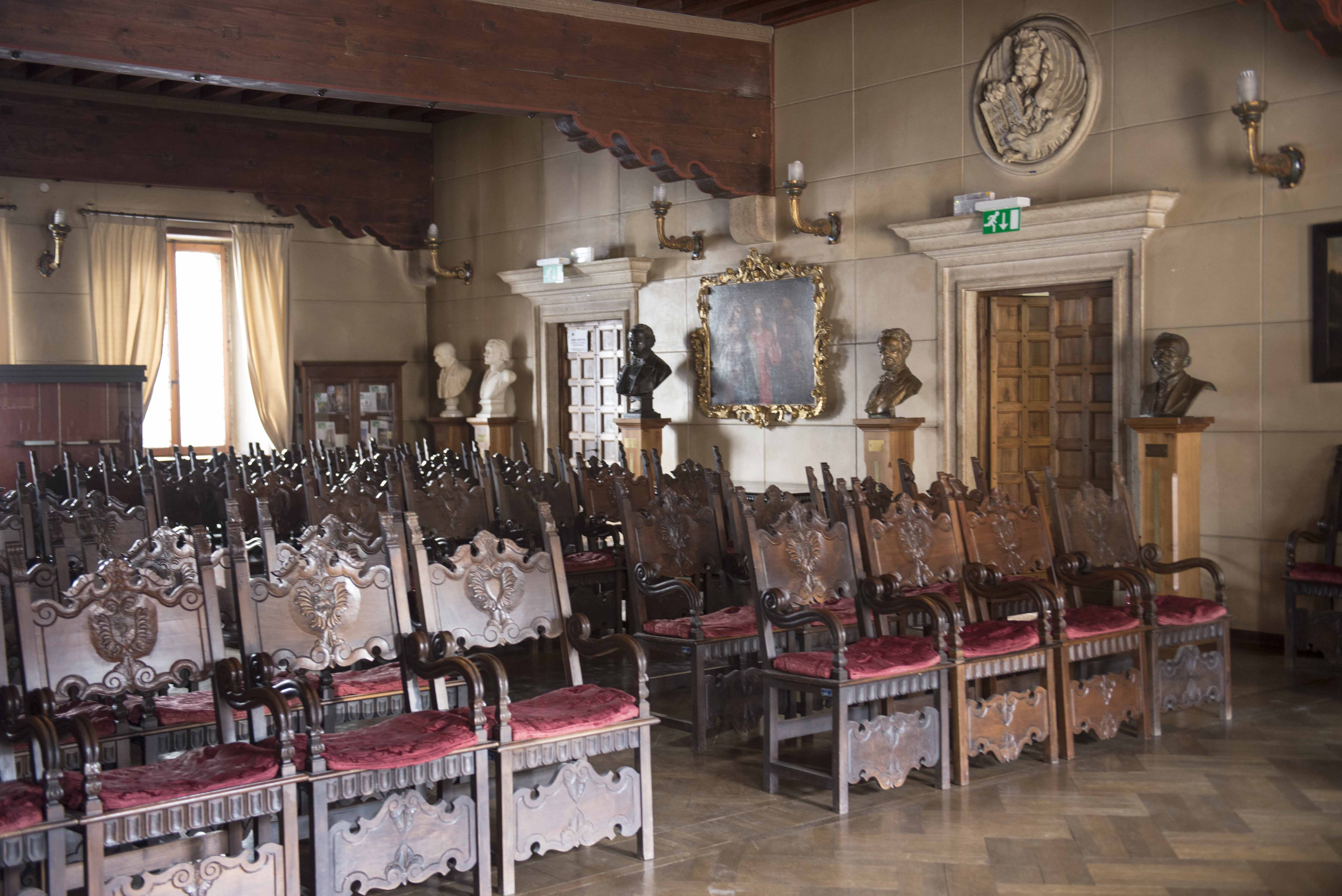
La salle du Conseil.

La communauté magnifique, une institution qui a ses racines dans le Moyen Âge, héritière de l'histoire unifiée de la région, ses expériences d'autonomie et les valeurs traditionnelles exprimées par le peuple de Cadore, est encore aujourd'hui un point de référence pour les réalités institutionnelles et sociales opérant sur le territoire. La magnifique communauté de Cadore, du XIVe siècle, était la principale institution publique de Cadore, qui jusqu'en 1511 comprenait également Ampezzo. Il était basé sur l'observation des Statuts du Cadore (it), et y étaient représentés les dix centenari (subdivision territoriale administrative), composés de l'union des Regole (communauté villageoise).      .      .     
Il regroupe actuellement toutes les communes du Cadore, dans le but de préserver l'identité culturelle de la région et ses ressources environnementales ; Cortina d'Ampezzo cependant, en raison de son long passé appartenant au Tyrol, s'en exclut, même si la Magnifica y a conservé son siège. Depuis 1953, la Magnifica Comunità di Cadore est l'éditeur du mensuel Il Cadore , un périodique qui exprime les besoins du territoire, poursuivant une tradition née avec la première publication en 1868.      .      .     

### Règles
(juillet 2021).
Le contenu est difficilement compréhensible vu les erreurs de traduction, qui sont peut-être dues à l'utilisation d'un logiciel de traduction automatique.
Aujourd'hui encore, de nombreuses parties du territoire, en particulier les bois, appartiennent à des regoliera, c'est-à-dire appartenant aux héritiers des anciens habitants constitués en "règles" , personnes morales de droit privé avec leurs propres statuts dérivant de l'ancien Laudi . Ces propriétés collectives, acquises par allodio, sont indivisibles, inaliénables et inutiles et sont principalement destinées aux activités agro-forestières-pastorales. Et l'« allodialité » (pleine propriété du bien) est le fondement qui distingue et différencie les biens regolieri des biens publics d' usage civique (droits particuliers d'usage des biens - herbe, bois, etc. -, sans droit de propriété, qui selon l'ancien principe n'étaient attribuées aux communautés que par concession du Souverain).      .      .     
Le chef de chaque Règle était, et est toujours, le Marigo (en latin « mairicus »), assisté de conseillers (« laudatori »), de gardiens de pâturage (« saltari »), d'un caissier (« cuietro ») et du "précone", agissant comme messager, qui a effectué les saisies et crié les ordres du Marigo. Tous les offices étaient annuels et les élus devaient jurer sur l'Évangile pour faire leur travail consciencieusement ; chaque mission était obligatoire et ceux qui refusaient étaient condamnés à une amende et contraints de l'exercer.      .      .     
La conception de la propriété en droit réglementaire :
- Il proprietario

Dans la Règle, le propriétaire n'est pas l'individu seul, mais la communauté et pas seulement la communauté actuellement existante, mais l'ensemble des générations passées et futures qui, toutes ensemble avec la communauté actuelle, ont à voir avec le bien de la Règle.      .      .     
- La cosa

La Règle (comme vu ci-dessus) est propriétaire des biens forestiers-pastoraux. Le propriétaire étant un ensemble de générations d'ayants droit, il est impensable que la chose puisse être détruite, comme cela pourrait arriver pour un bien privé. En effet, la chose doit être protégée, soignée et adaptée à son usage, c'est-à-dire qu'elle doit être « frugifera », c'est-à-dire produire du fruit. La chose n'est pas un plan lisse sur lequel le propriétaire projette ses souhaits, mais il a des besoins qui s'imposent au propriétaire lui-même.
- Lo scopo della cosa

Donc la chose, appartenant à une chaîne de générations, n'est pas destinée à l'échange, ne peut être aliénée ou divisée ; doit continuer à soutenir tous les propriétaires.      .      .     

## Histoire religieuse: l'archidiaconé

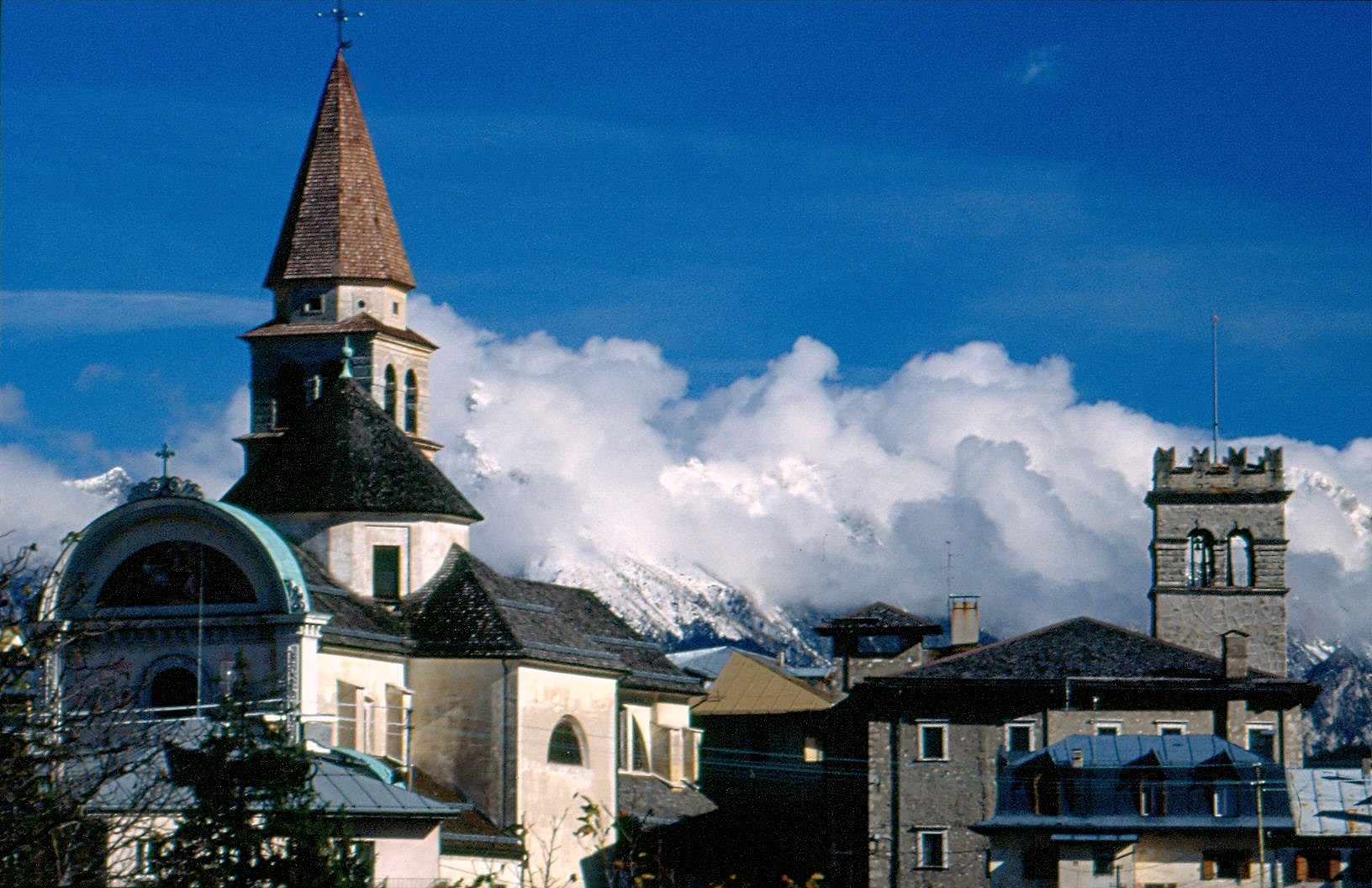
L'église archidiacre de Santa Maria Nascente à Pieve di Cadore.

L'évangélisation du Cadore fut l'œuvre des missionnaires d'Aquilée au IVe-Ve siècle. Avec l'organisation croissante de l'église locale, le premier édifice chrétien fut construit sur le Monte Ricco près de Pieve où les fidèles se réunissaient pour les célébrations des mystères divins. Cette église était dédiée à San Pietro tandis que la paroisse principale (it) , plus tard, sera dédiée à Santa Maria Nascente et dépendra du diocèse de Zuglio (it) , suffragant d'Aquilée, jusqu'en 717 ; directement sous le patriarcat d'Aquilée jusqu'en 1751 (l'année de sa suppression) ; puis jusqu'en 1846 sous l'archidiocèse d'Udine (sauf pour le passé Ampezzo, en 1751 et les années suivantes, sous les diocèses de Gorizia, Lubiana, Bressanone, Belluno à partir de 1964) et à partir de 1847 sous le diocèse de Belluno[pas clair].
D'autres chapelles dédiées à Santa Maria Nascente, dispersées sur tout le territoire, ont été établies (Ampezzo, Santo Stefano, Resinego, Auronzo, Avenasio, Domegge, Arvaglo). Les chapelles, déjà toutes actives à l'époque carolingienne, étaient desservies par des aumôniers directement soumis à l'autorité du curé qui résidait dans l'église mère. Le 21 mars 1208, par acte dressé à Vicence chez le notaire Benincasa, l'autonomie est accordée aux sept grandes chapelles qui deviennent des églises administrées avec leurs propres biens. L'église-mère (archidiaconé avant 1247) conservera le seul baptistère jusqu'en 1347 lorsque le patriarche Bertrando accordera le baptistère aux sept églises plébéiennes et à leurs recteurs respectifs le titre de plebanus. Cadore comprend actuellement 33 paroisses ; l'archidiacre (it)  est nommé parmi le clergé du Cadore. En 2019, l'archidiacre s'est vu confier uniquement la tâche de représenter les curés au sein de la Magnifique Communauté du Cadore.

## Référendums administratifs
A Sappada, en 2008, un référendum consultatif a été organisé pour le passage au Frioul-Vénétie Julienne qui a obtenu une très forte majorité de partisans. Par la loi du 22 novembre 2017, Sappada est passée au Frioul-Vénétie Julienne tout en restant partie intégrante du Cadore.